# The Homestead Race
The Homestead Race è un cortometraggio muto del 1913 diretto da Wallace Reid

## Produzione
Il film fu prodotto dall'American Film Manufacturing Company come Flying A.

## Distribuzione
Distribuito dalla Mutual Film, il film - un cortometraggio in una bobina - uscì nelle sale cinematografiche USA il 10 aprile 1913.